# Campeonato Sul-Americano de Voleibol Masculino Sub-21 de 1978
O  Campeonato Sul-Americano de Voleibol Masculino Sub-21  de 1978  é a quarta edição do Campeonato Sul-Americano de Voleibol Masculino da categoria juvenil, disputado por seleções sul-americanas e ocorrendo a cada dois anos, cuja competição é organizada pela Confederação Sul-Americana de Voleibol.

## Equipes
- Argentina
- Brasil
- Peru
- Uruguai
- Paraguai
- Chile

## Tabela Final
| Posição | Time      |
| ------- | --------- |
|         | Brasil    |
|         | Argentina |
|         | Peru      |
| 4       | Uruguai   |